# Joachim Tennstedt

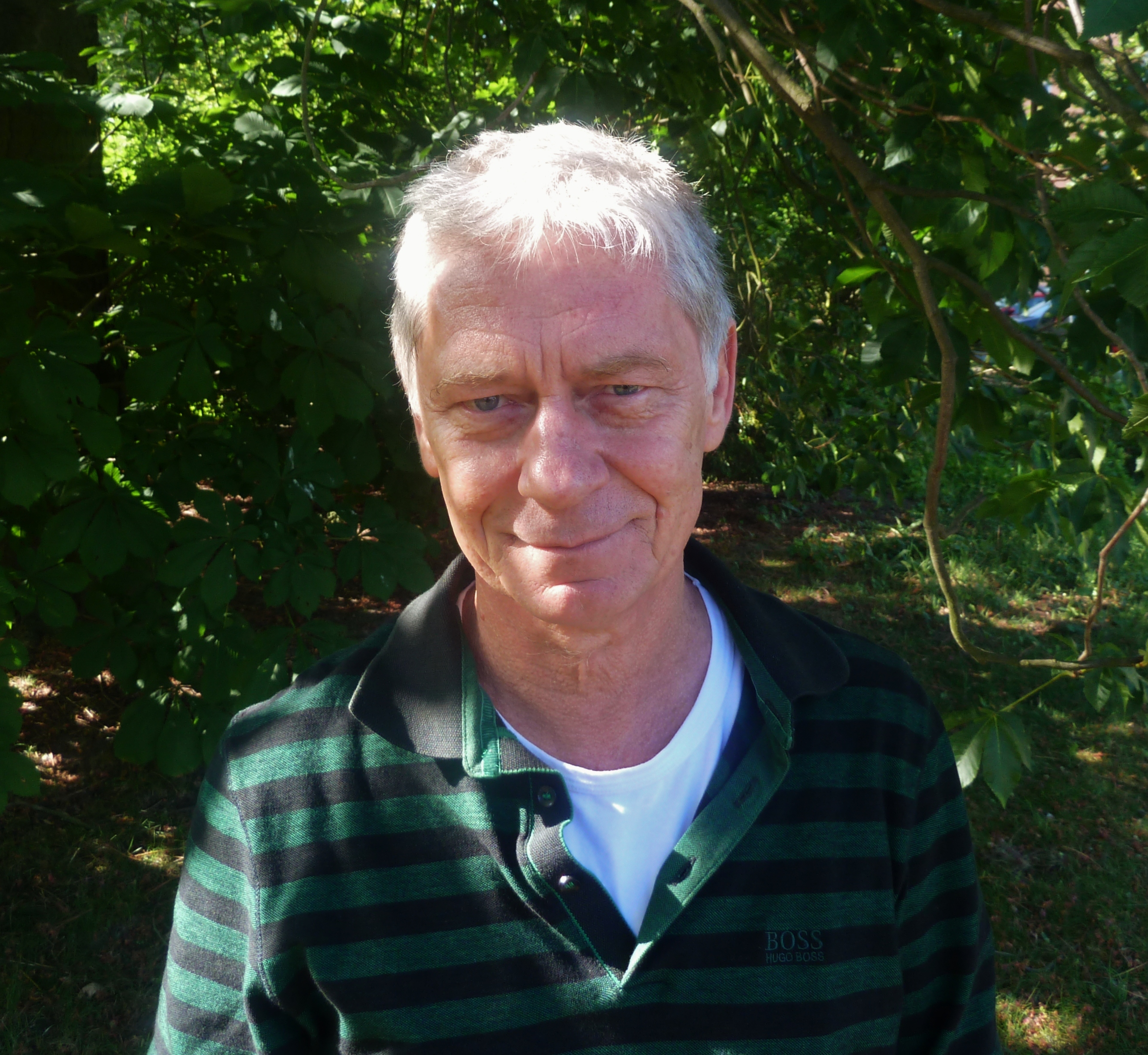
Joachim Tennstedt (2011)

Joachim „Hucky“ Tennstedt (* 10. Oktober 1950 in West-Berlin) ist ein deutscher Schauspieler, Synchron- und Hörspielsprecher und Dialogregisseur. Bekannt ist er vor allem als deutsche Feststimme der Schauspieler Jeff Bridges, John Malkovich, Jim Belushi, Billy Crystal, Michael Keaton, Anthony Daniels, Bruce Boxleitner, William H. Macy, Billy Bob Thornton, Bryan Cranston, Keith Carradine, Zachi Noy und Tom Hanks (seit 2013, davor von 1987 bis 1988). Von 1981 bis 2006 war er auch die deutsche Stimme von Mickey Rourke.

## Wirken

### Theater, Film und Fernsehen
Joachim Tennstedt nahm bereits in früher Jugend Ballettunterricht. Ohne Schauspielausbildung wurde ihm 1963 seine erste Rolle im noch jungen Medium Fernsehen zuteil, als Jürgen in Stadtpark neben Inge Meysel. Von 1966 bis 1971 agierte er als Theaterschauspieler an den Berliner Kammerspielen. Ab 1968 trat er in Curth Flatows Komödie Das Geld liegt auf der Bank im Berliner Hebbel-Theater auf, später auch am Berliner Hansa- und Renaissance-Theater, unter anderem in Georges Feydeaus Wie man Hasen jagt neben Heribert Sasse (1981) und als Woody Allen in dessen Theaterstück Mach’s noch einmal, Sam (1982), das 1972 bereits verfilmt worden war. Darüber hinaus trat Tennstedt mit Randolf Kronberg im Berliner Kabarett Die Wühlmäuse auf.
Parallel zu seiner Tätigkeit am Theater wirkte Tennstedt in Fernsehproduktionen wie Der große Tag der Berta Laube (1969), Lukas & Sohn (1989) und Die Judenbuche (1980) sowie in Kinofilmen wie Warum die UFOs unseren Salat klauen (1980), Ein Chinese sucht seinen Mörder (1986) und Ein Schweizer namens Nötzli (1988) mit.

### Synchronisation
Während einer Theateraufführung von Regisseur Michael Miller entdeckt, debütierte Tennstedt 1972 in seiner ersten Synchronrolle im Horrorfilm Das letzte Haus links. Mit Beginn der 1980er Jahre konzentrierte er sich zunehmend auf die Synchronarbeit und avancierte in Deutschland zu einem gefragten Sprecher im zeitgenössischen Film und Fernsehen. 2011 rangierte er in der Kaul-Synchronliste auf Platz vier der am meisten besetzten Synchronschauspieler seit 1934. Sein bisheriges Rollenspektrum ist breit gefächert und erstreckt sich von Zeichentrickfiguren aller Art (z. B. 1975 Tarzoon: Schande des Dschungels) über komödiantische Rollen, so als Stimme von Tom Hanks in der Originalsynchronfassung von Geschenkt ist noch zu teuer (1986), Schlappe Bullen beißen nicht (1987) oder Big (1988), bis hin zu Rollen des Charakterfachs wie Dustin Hoffman als Autist in Rain Man (1988) und John Malkovich als geistig Retardierter in Von Mäusen und Menschen (1992). Seit 1988 ist er Malkovichs feste deutsche Synchronstimme, seit Batman (1989) auch von Michael Keaton und seit Diese zwei sind nicht zu fassen (1986) Stimme des Komikers Billy Crystal. Seit Mein Partner mit der kalten Schnauze (1989) ist Joachim Tennstedt zudem häufig für James Belushi zu hören, darunter in allen acht Staffeln der Sitcom Immer wieder Jim (seit 2005). Von 1981 bis 2006 wurde er ferner regelmäßig für die Synchronisation von Mickey Rourke eingesetzt. Im Anschluss an Stormbreaker entschied sich Tennstedt jedoch dazu, zukünftigen Projekten des Schauspielers nicht mehr zur Verfügung zu stehen. Als Grund führte er Rourkes verändertes Erscheinungsbild an, das seinem Empfinden nach nicht mehr zu seiner Stimme passte. Weitere Schauspieler, denen Joachim Tennstedt wiederkehrend seine Stimme leiht, sind unter anderem Jeff Bridges, Eric Roberts, Keith Carradine, Michael Dudikoff, William H. Macy und Christopher Lambert. Aufmerksamkeit erlangte seine Besetzung auf Tom Hanks in Der Krieg des Charlie Wilson (2007), die aufgrund einer Erkrankung des Stammsprechers Arne Elsholtz erfolgte. Er sprach Hanks erneut im Film Bridge of Spies – Der Unterhändler. In der Literaturverfilmung Cloud Atlas (2012) synchronisierte er Hanks in sechs verschiedenen Rollen. Weiterhin synchronisierte er Anthony Daniels in der Rolle des C-3PO in der klassischen Star-Wars-Trilogie und ebenso bei einem kurzen Gastauftritt der Figur in The LEGO Movie, nachdem sie in der Prequel-Trilogie von Wolfgang Ziffer synchronisiert worden war. Ab dem ersten Teil der Sequel-Trilogie Star Wars: Das Erwachen der Macht und in Rogue One: A Star Wars Story übernahm Tennstedt diese Rolle wieder.
Bedingt durch zahlreiche Engagements zeigte Joachim Tennstedt auch in der Serienlandschaft anhaltende Präsenz. So übernahm er unter anderem die Synchronisation von Hauptdarstellern wie Pat John als Jesse Jim in Strandpiraten (1976), Jameson Parker als A.J. Simon in Simon & Simon (1986–1990), Bruce Boxleitner als Lee Stetson in Agentin mit Herz (1986–1990) sowie als John J. Sheridan in Babylon 5 (1995–2000) und Kyle Chandler als Gary Hobson in Allein gegen die Zukunft (1997–2001). Seit 2009 synchronisiert er Bryan Cranston als Walter Hartwell White in Breaking Bad, seit 2011 William H. Macy als Frank Gallagher in Shameless. In Zeichentrickproduktionen vertonte Tennstedt unter anderem Adam in Es war einmal … der Mensch (1978), Speedy Gonzales in Die schnellste Maus von Mexico (1979), Jolly Jumper in Lucky Luke (1985) und Gustav Gans in DuckTales – Neues aus Entenhausen (1989–1992).
Seit Beginn der 2000er Jahre führt Tennstedt auch Synchronregie für Film und Fernsehen; so zeichnet er für die Synchronfassungen von Kinoproduktionen wie Good Will Hunting (1997), Das Leben ist schön (1997), Der stille Amerikaner (2002), Identität (2003) und die Spider-Man Trilogie sowie die Fernsehserien CSI: Las Vegas, 24 und Lie to Me verantwortlich. Für About Schmidt (2002) wurde Tennstedt in der Kategorie „Herausragende Synchronregie“ 2003 für den Deutschen Preis für Synchron nominiert. Für den dritten Teil der Videospielreihe StarCraft II lieh er der Hauptfigur Artanis seine Stimme in der deutschsprachigen Fassung.

### Hörspiel (Auswahl)
Neben seiner Tätigkeit im Synchronatelier wirkt Tennstedt als Sprecher in Hörspielproduktionen mit, unter anderem in der Rolle des Sherlock Holmes in der gleichnamigen Hörspielreihe der Titania Medien, als Dr. Jekyll und Mr. Hyde in der gleichnamigen Folge der Hörspielreihe Gruselkabinett sowie in der Kinderhörspielreihe Xanti als Picus Stachel. In Der Vampyr von John Polidori übernahm Tennstedt die Rolle des Lord Byron, in Hellboy die Figur des Abe Sapien. In der Hörbuchfassung des von Roland Suso Richter produzierten Films Der Tunnel fungierte Tennstedt als Erzähler. In Oliver Dörings Hörspiel-Adaption von Timothy Zahns Thrawn-Trilogie lieh er abermals dem Droiden C-3PO seine Stimme. In der Hörspielreihe Morgan & Bailey verkörpert er den Pfarrer Charles Morgan. 2019 wirkte Tennstedt am Audible-Hörspiel Ghostbox. Der Tod ist nicht das Ende mit.

### Privates
Joachim Tennstedt lebt in Berlin, ist verheiratet und Vater zweier Söhne. Sein Sohn Julian arbeitet ebenfalls als Sprecher und ist zum Beispiel zusammen mit seinem Vater im Hörspiel Die Gloria Scott von Titania Medien als junger Sherlock Holmes zu hören, während sein Vater ihn als älteren Mann spricht.

## Filmografie (Auswahl)
- 1963: Stadtpark
- 1964: Hafenpolizei – Gefährliche Geschenke
- 1964: Sie schreiben mit – Piet und der Delphin
- 1965: Tommy Tulpe
- 1971: Das Geld liegt auf der Bank
- 1972: Einmal im Leben – Geschichte eines Eigenheims
- 1972: Unsere heile Welt – Die Stunde der Wahrheit
- 1974: Der kleine Doktor – Der verschwundene Admiral
- 1975: PS (3 Folgen)
- 1976: Direktion City (Fernsehserie, Folge 1, Episode: Die erste Nacht als Peter Wechsler)
- 1977: Tatort – Feuerzauber
- 1978: Tatort – Sterne für den Orient
- 1978: Der Pfingstausflug
- 1980: Die Judenbuche
- 1980: Warum die UFOs unseren Salat klauen
- 1982: Direktion City (Fernsehserie, Folge 31, Episode: Augen rechts! als Karl)
- 1984: Drei Damen vom Grill (3 Folgen)
- 1985: Ein Heim für Tiere – Mohrle
- 1985: Die Krimistunde (Fernsehserie, Folge 15, Episode: Hüte und Schachteln)
- 1986: Berliner Weiße mit Schuß Folge: „Und nicht mal ‘n Stiefmütterchen“ als Hucky
- 1988: Ein Schweizer namens Nötzli
- 1989: Lukas und Sohn (Fernsehserie)
- 1990: Der doppelte Nötzli
- 1993: Der Wunderapostel (Stimme)

## Synchronrollen (Auswahl)
für Anthony Daniels
- 1977: Krieg der Sterne als C-3PO
- 1980: Das Imperium schlägt zurück als C-3PO
- 1983: Die Rückkehr der Jedi-Ritter als C-3PO
- 1989: Freunde im All als C-3PO
- 2014: The Lego Movie als C-3PO
- 2015: Star Wars: Das Erwachen der Macht als C-3PO
- 2016: Rogue One: A Star Wars Story als C-3PO
- 2017: Star Wars: Die letzten Jedi als C-3PO
- 2017: Star Wars: Die Mächte des Schicksals als C-3PO (1 Folge)
- 2018: Star Wars Resistance als C-3PO (1 Folge)
- 2019: Chaos im Netz als C-3PO
- 2019: Star Wars: Der Aufstieg Skywalkers als C-3PO
- 2022: Obi-Wan Kenobi (Miniserie) als C-3PO
- 2023: Ahsoka als C-3PO

für Roberto Benigni
- 1980: Tele Vaticano – Das Auge des Papstes als Roberto (Synchro 1987)
- 1984: Die Lucky Boys als Saverio
- 1994: Das Monster als Loris
- 1997: Das Leben ist schön als Guido Orefice

für Jeff Bridges
- 1982: Das letzte Einhorn als Prinz Lir
- 1989: Die fabelhaften Baker Boys als Jack Baker
- 1996: Liebe hat zwei Gesichter als Gregory Larkin
- 1998: The Big Lebowski als Jeffrey Lebowski
- 1999: Arlington Road als Michael Faraday
- 1999: Simpatico als Lyle Carter
- 2003: Seabiscuit – Mit dem Willen zum Erfolg als Charles Howard
- 2004: The Door in the Floor – Die Tür der Versuchung als Ted Cole
- 2005: Dirty Movie als Andy Sargentee
- 2005: Tideland als Noah
- 2006: Rebell in Turnschuhen als Burt Vickerman
- 2008: Iron Man als Obadiah Stane
- 2009: Crazy Heart als Bad Blake
- 2009: Männer, die auf Ziegen starren als Bill Django
- 2010: True Grit als Rooster Cogburn
- 2013: R.I.P.D. als Roy Pulsipher
- 2014: Seventh Son als Master Gregory
- 2014: Hüter der Erinnerung – The Giver als Der Geber
- 2015: Der kleine Prinz als Pilot
- 2016: Hell or High Water als Marcus Hamilton
- 2017: Kingsman: The Golden Circle als Agent Champagne
- 2017: No Way Out – Gegen die Flammen als Duane Steinbrink
- 2018: Bad Times at the El Royale als Pater Daniel Flynn/Dock O’Kelly
- seit 2022: The Old Man als Dan Chase / Johnny Kohler

für Michael Keaton
- 1989: Batman als Bruce Wayne / Batman
- 1991: Selbstjustiz – Ein Cop zwischen Liebe und Gesetz als Artie Lewis
- 1992: Batmans Rückkehr als Bruce Wayne / Batman
- 1998: Desperate Measures als Peter McCabe
- 2002: Live aus Bagdad als Robert Wiener
- 2003: Quicksand – Gefangen im Treibsand als Martin Raikes
- 2007: The Company – Im Auftrag der CIA als James Angleton
- 2010: Die etwas anderen Cops als Captain Gene Mauch
- 2014: RoboCop als Raymond Sellars
- 2014: Need for Speed als Monarch
- 2015: Birdman oder (Die unverhoffte Macht der Ahnungslosigkeit) als Riggan Thomson
- 2015: Spotlight als Walter Robinson
- 2017: Spider-Man: Homecoming als Adrian Toomes / The Vulture
- 2019: Dumbo als V. A. Vandevere
- 2021: Dopesick als Dr. Samuel Finnix
- 2021: The Protégé – Made for Revenge als Rembrandt
- 2022: Morbius als Adrian Toomes / The Vulture
- 2023: The Flash als Bruce Wayne / Batman

für Bryan Cranston
- 1997: Time Under Fire als Braddock
- 2008–2013: Breaking Bad als Walter White/Heisenberg
- 2012: Argo als Jack O’Donnell
- 2012: Total Recall als Vilos Cohaagen
- 2014: Godzilla als Joe Brody
- 2015: Trumbo als Dalton Trumbo
- 2016: The Infiltrator als Robert Mazur
- 2016: Stürmische Ernte – In Dubious Battle als Sheriff Xerife
- 2016: Why Him? als Ned Fleming
- 2017: Power Rangers als Zordon
- 2017–2019: Sneaky Pete als Vince Lonigan
- 2019: El Camino: Ein „Breaking Bad“-Film als Walter White
- 2020–2023: Your Honor als Michael Desiato
- 2022: Better Call Saul als Walter White
- 2022: Jerry und Marge – Die Lottoprofis als Jerry Selbee

für Tom Hanks
- 2007: Der Krieg des Charlie Wilson als Charlie Wilson
- 2016: Sully als Chesley Burnett „Sully“ Sullenberger
- 2016: Ein Hologramm für den König als Alan Clay
- 2017: Die Verlegerin als Ben Bradley
- 2020: Greyhound – Schlacht im Atlantik als Commander Ernest Krause
- 2021: Neues aus der Welt als Captain Jefferson Kyle Kidd
- 2022: Pinocchio als Meister Geppetto
- 2022: Elvis als Colonel Tom Parker
- 2022: Ein Mann namens Otto als Otto Anderson
- 2024: Here (2024) als Richard Young

für Jim Belushi
- 1989: Mein Partner mit der kalten Schnauze als Det. Michael Dooley
- 1992: Spuren von Rot als Jack Dobson
- 1994: Boyce als Shane Royce
- 1999: Mein Partner mit der kalten Schnauze 2 als Det. Michael Dooley
- 2002: Mein Partner mit der kalten Schnauze 3 als Det. Michael Dooley
- 2002: One Way Out als Harry Woltz
- 2006: Caspers Gruselschule als Alder
- 2008: Underdog – Unbesiegt weil er fliegt als Dan Unger
- 2010: Der Ghostwriter als John Maddox
- 2011: Happy New Year (2011) als Hausmeister
- 2011: Loverboys als Dan Fox
- 2015: Home Sweet Hell als Les
- 2016: The Whole Truth – Lügenspiel als Boone Lassiter
- 2017: Wonder Wheel als Humpty
- 2017: Hey Arnold! Der Dschungelfilm als Coach Wittenberg
- 2022: Gigi & Nate als Dan Gibson
- 2024: Kämpfe an Einem Anderen Tag als Duke
- 2025: The Chronology of Water als Ken Kesey

für John Malkovich
- 2010: R.E.D. – Älter, Härter, Besser als Marvin Boggs
- 2013: R.E.D. 2 als Marvin Boggs
- 2018: Bird Box – Schließe deine Augen als Douglas
- 2019: Extremely Wicked, Shockingly Evil and Vile als Richter Edward D. Cowart
- 2020: Code Ava – Trained To Kill als Duke

für Keith Carradine
- 1971: Rivalen des Todes als Revolverheld
- 2014–2019: Madam Secretary als Präsident Conrad Dalton
- 2021–2022: Fear The Walking Dead in als John Dorie Sr. (16 Folgen)

für Frank Sinatra
- 1986: Spiel zu dritt als Dennis Ryan
- 1989: Urlaub in Hollywood als Clarence Doolittle

### Weitere Filme
- 1980: Jack Nicholson als Rexford Bedlo in Der Rabe – Duell der Zauberer
- 1980: John Hurt als John Merrick in Der Elefantenmensch
- 1981: Griffin Dunne als Jack Goodman in American Werewolf
- 1984: Charles Fleischer als Dr. King in Nightmare – Mörderische Träume
- 1987: Philippe Dormoy als Reporter in Ein unzertrennliches Gespann
- 1989: Billy Crystal als Harry Burns in Harry und Sally
- 1990: Jason Patric als Lord George Gordon Byron in Roger Cormans Frankenstein
- 1993: Timothy Hutton als Thad Beaumont/George Stark in Stephen Kings Stark
- 2023: Li Xuejian als Zhou Zhezhi in Die wandernde Erde II

### Serien
- 1983–1987: Bruce Boxleitner als Lee Stetson in Agentin mit Herz
- 1984: Leigh McCloskey als Vernon Casper in Hart aber herzlich
- 1984: Simon MacCorkindale als Billy Dawson in Der Denver-Clan
- 1986–1993: Jameson Parker als A. J. Simon in Simon & Simon
- 1990: Michael Horton als Young Man in Hart aber herzlich
- 1994: Dennis Christopher als Lyman Taggart in Mord ist ihr Hobby
- 1994–1998: Bruce Boxleitner als Capt. John Sheridan in Babylon 5
- 2001–2011: Eric Bogosian als Capt. Danny Ross in Criminal Intent – Verbrechen im Visier
- 2011–2021: William H. Macy als Frank Gallagher in Shameless
- 2017–2021: Billy Bob Thornton als Billy McBride in Goliath
- 2021: Kiff VandenHeuvel als Obadiah Stane in What If…?
- 2022: Tom Hanks sowie Billy Bob Thornton in 1883
- 2023: Mel Gibson als Cormac O'Connor in The Continental
- 2008–2014: als John Teller (Erzähler) in Sons of Anarchy

### Videospiele
- 2016: Anthony Daniels als C-3PO in Lego Star Wars: Das Erwachen der Macht
- 2025: Euan Maccnaughton als Pater Godwin in Kingdom Come: Deliverance II

## Hörspiele (Auswahl)
- 1970: Johannes Hendrich: Dieter Schwenke zum Beispiel (Christian Schmidt) – Regie: Johannes Hendrich (SFB / NDR)
- 1981: Heinrich Henkel: Der Job vom November (Gianky) – Regie: Günther Sauer (WDR)
- 2012: Sebastian Fitzek, Johanna Steiner: Das Kind (Audible-Hörspiel)
- 2015–2017: Monster 1983, Lübbe Audio, als Reverend Mason
- 2020: Star Wars – Die Rückkehr der Jedi-Ritter. Das Original-Hörspiel zum Kinofilm (Audible)
- seit 2011: Sherlock Holmes – Die geheimen Fälle des Meisterdetektivs (Titania Medien)

## Auszeichnungen
Nominierung:
- 2003: Deutscher Preis für Synchron in der Kategorie „Herausragende Synchronregie“ für About Schmidt[4]